# Romantic style
El romantic style, también conocido como reggae romántico
, es un género musical que surgió en Panamá en la década de 1980. Derivado del dancehall jamaiquino y adaptado al español, se caracteriza por sus letras centradas en el amor, las experiencias personales y el romanticismo, combinadas con ritmos suaves y melodías armoniosas. Este género emergió en un contexto donde el reggae en español ya estaba ganando popularidad, pero el romantic style pronto evolucionó y se diferenció por su enfoque en temas emocionales y relaciones personales.
Su estructura musical, aunque heredada del reggae y el dancehall, incorpora melodías suaves, tempos más lentos y un tratamiento lírico centrado en lo sentimental, lo que le ha permitido consolidarse como un estilo distintivo dentro de la música urbana. El reconocimiento del Romantic Style como un género se afianzó con el éxito internacional de artistas como Flex, cuyo álbum Te Quiero: Romantic Style in da World (2007) marcó un punto de inflexión al posicionar el estilo en listas internacionales y ganar premios como el Billboard Latin Music Award y el Latin Grammy.

## Historia

### Nacimiento del reggae romántico en español
Comenzó a tomar forma hacia finales de la década de 1980. Los pioneros de este movimiento fueron los artistas panameños Renato, Nando Boom y ChichoMan. Renato lanzó el tema La chica de los ojos cafés, con una letra romántica que sería una de las primeras muestras del reggae romántico en español. Nando Boom, quien ya era conocido por sus canciones de denuncia social, exploró temas románticos con Mi mujer habla así, inspirada en sus propias experiencias personales. ChichoMan, con canciones como Llega Navidad sin ti, contribuyó a consolidar este género con temas melódicos que abordaban historias de amor y nostalgia.
Estas primeras producciones fueron grabadas en condiciones modestas, en estudios improvisados, utilizando pistas de reggae jamaiquino pregrabadas, como era común en esa época. A pesar de esto, las letras románticas y sinceras comenzaron a atraer la atención del público, y el movimiento empezó a ganar terreno dentro del panorama musical de Panamá.

### La expansión del Romantic Style
Durante la década de 1990, evolucionó y se fusionó con otros géneros más comerciales como el reguetón y esto consolidó al género haciendo que cuente con identidad propia. Artistas como Flex y El Roockie destacaron por sus aportes a este estilo. Flex se convirtió en uno de los máximos exponentes del género con canciones como En este mundo y Te quiero, que lo llevaron a la fama internacional. Su estilo combinaba el reggae con toques de reguetón, marcando el camino para futuras fusiones de géneros. El Roockie, por su parte, aportó una lírica más profunda con temas como Sigue bailando, que abordaba el amor desde una perspectiva melancólica y reflexiva.
Otros artistas como El Aspirante, Kathy Phillips, y Eddy Lover también contribuyeron significativamente a la expansión del estilo durante esa década. Las bandas como Raíces y Cultura y La Factoría ayudaron a mantener viva esta tradición, fusionando el reggae con influencias más modernas.

### El auge internacional
La explosión internacional se dio en la década de los 2000, cuando Flex, lanzó su álbum Te Quiero: Romantic Style in Da World en 2007. Este álbum no solo lo catapultó a la fama en América Latina y Estados Unidos, sino que también estableció el nombre romantic style como sinónimo del género. Su sencillo Te Quiero se convirtió en un éxito global, consolidando en las listas de éxitos.
Durante este tiempo, otros artistas como Eddy Lover, Makano, y Joey Montana también alcanzaron gran popularidad. Makano, con éxitos como Te Amo, se convirtió en una de las figuras más prominentes del género. Eddy Lover colaboró con La Factoría en el hit Perdóname, uno de los temas románticos más recordados de la época.

### Evolución reciente y legado
Aunque el romantic style tuvo su auge durante los 2000, su legado perdura hasta hoy. Artistas de la nueva generación han comenzado a revivir este estilo, adaptándolo a las tendencias contemporáneas del reggaeton, el trap. Joey Montana, por ejemplo, ha seguido mezclando el estilo con elementos del pop y la música urbana moderna, logrando mantenerse relevante en la industria.
El estilo sigue siendo una referencia en la música romántica urbana, y aunque su popularidad no es tan masiva como en el pasado, muchos artistas continúan rindiendo homenaje a sus raíces. Las canciones que marcaron en los años 90 y 2000 todavía se escuchan en eventos y fiestas, siendo coreadas por generaciones que crecieron con este estilo.

## Artistas clave
- Renato
- Nando Boom
- ChichoMan
- Flex
- El Roockie
- Makano
- Eddy Lover
- La Factoría
- Kathy Phillips
- Raíces y Cultura
- Joey Montana
- El Aspirante
- Big Darío
- Demphra
- Tommy Real
- Oneil
- Original Dan
- Grupo Harmony
- Catherine
- Mach & Daddy
- Lorna

### Artistas internacionales
Ha logrado traspasar fronteras y algunos artistas internacionales han adoptado este estilo casi exclusivamente, desarrollando sus carreras con un enfoque en letras románticas y melodías suaves. Entre los más destacados se encuentran:
- Big Boy (Puerto Rico): conocido por su éxito Mis ojos lloran por ti, es uno de los pioneros del reguetón romántico, y aunque no es panameño, ha sido clave en la internacionalización del estilo con una fusión de reggae y letras románticas.
- Tony Dize (Puerto Rico): es otro artista puertorriqueño que ha adoptado el estilo en gran parte de su carrera, con temas como Permítame y El Doctorado, que giran en torno al amor y el desamor, acompañados de suaves melodías urbanas.
- Nicky Jam (Puerto Rico/Estados Unidos): Aunque se le asocia principalmente con el reguetón más comercial, ha producido varias canciones románticas que se alinean con el estilo, como Hasta el amanecer y El perdón.
- R.K.M & Ken-Y (Puerto Rico): Este dúo ha sido uno de los mayores exponentes del reguetón romántico, con canciones como Down, Te regalo amores e Igual que ayer. Su enfoque lírico ha mantenido vivo el estilo en la escena internacional.
- Chino & Nacho (Venezuela): Este dúo venezolano es conocido por canciones románticas como Mi niña bonita y El poeta, que mezclan reguetón suave con melodías pop latinas, consolidándolos como importantes representantes internacionales del estilo.
- Reykon (Colombia): Aunque su estilo ha evolucionado,  comenzó con fuertes influencias románticas en canciones como Te gateo y Secretos, que lo hicieron parte del movimiento en sus inicios.

Estos artistas han ayudado a que el estilo se mantenga vivo más allá de Panamá, y siguen siendo figuras clave dentro del género, conservando la esencia del estilo romántico que caracteriza este movimiento musical.